# Yunotrichia
Yunotrichia là một chi bọ cánh cứng trong họ Chrysomelidae.
Chi này được miêu tả khoa học năm 1980 bởi Chen & Wang.

## Các loài
Chi này gồm các loài:
- Yunotrichia mediovittata Chen & Wang, 1980